# Feeder (rybaření)
Feeder (čti „fídr“) je moderní rybolovná technika, která se v České republice rozšiřuje teprve od konce 90. let 20. století. Svou povahou vychází z položené. Podstatou této techniky je neustálé doplňování vnadicí směsi na lovné místo.

## Vybavení
Základním vybavením při lovu na feeder je: speciální feederový prut, naviják, vlasec, háček a obvykle také krmítko (odtud pochází anglické pojmenování tohoto způsobu lovu).

## Druhy Feederu
Podle míry zátěže, které může být vystaven feederový prut, se dělí na:
- winkle picker
- feeder light
- feeder medium
- feeder heavy
- extra heavy feeder

Z jiného pohledu se feeder rozděluje podle použitého typu krmítka ma tzv. method feeder a feeder klasický. Pro method feeder se používají zejména otevřená plochá krmítka (existují ale i krmítka na peletky a tzv. benja, určená k zimnímu lovu). Pro plnění method krmítek se užívá formička, do které se vloží vnadicí směs (a posléze se namačkne do krmítka). Celou sestavu uzavírá krátký návazec o délce 10 - 15 cm. Na klasický feeder se používají většinou krmítka ve formě košíků. Panuje zde značná variabilita ve tvarech krmítek, v typech montáží (průběžná, balaton, pater noster atd.) i v délce návazců.

## Indikace záběru
V indikaci záběru je největší rozdíl feederu oproti klasické položené. Nepoužívají se zde žádné přídavné indikátory (čihátka, swingery atd.). Tuto funkci zastává velmi jemná špička feederového prutu, která se podle pohybů vlasce ohýbá a vibruje. Díky tomuto systému lze odhalit i drobné a opatrné záběry, které by při použití klasických metod nebyly vůbec rozpoznatelné.
Feederové špičky jsou výměnné a mají různou tuhost pro použití v různých podmínkách, zejména podle síly proudu. Označují se obvykle číslem, které udává, při jaké zátěži (v uncích) se špička ohne do pravého úhlu. Jejich konec bývá natřen reflexní barvou pro lepší viditelnost jemných pohybů.

## Způsob lovu

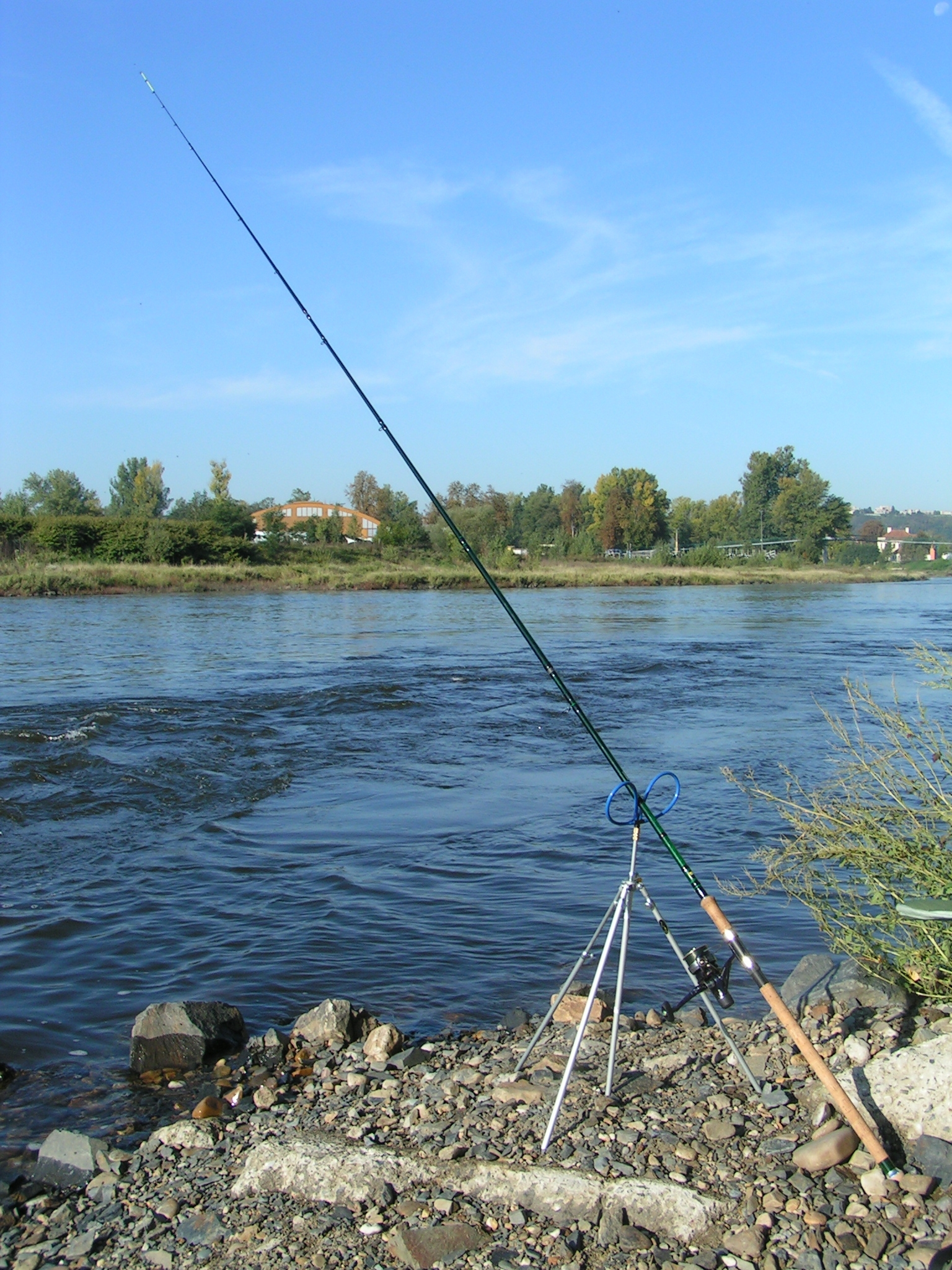
Postavení feederového prutu při lovu na tekoucích vodách

Feederem lze lovit jak na stojatých vodách, tak i na řekách a potocích.
Podobně jako u položené leží při lovu feederem nástraha na dně, případně se nad ním vznáší. K přidržení nástrahy zde slouží klasická olověná zátěž nebo krmítko, které mimoto plní i druhý účel — svým obsahem láká ryby do blízkosti háčku s nástrahou.
Při lovu je vlasec zcela napnutý a měl by s prutem svírat úhel přibližně 90-110°, aby se jeho pohyby v co největší míře přenášely na pohyb špičky prutu. Na tekoucích vodách se navíc prut staví vysoko (někdy až téměř kolmo), aby byla ponořena co nejmenší část vlasce a nepůsobil na něj tlak vody.

## Druhy lovených ryb v České republice
Feeder je univerzální rybolovná technika, lze tedy pomocí ní chytat téměř všechny druhy ryb žijící v České republice. Vzhledem ke svojí citlivosti se však nejvíce využívá pro lov menších a středních ryb, a to zejména kaprovitých. Dá se použít i na lov velkých dravých ryb(štik).Pro tyto ryby to však není klasický feeder ale speciální heavy feeder který je konstruován na větší zatížení.